# غوردون دبليو. مكاي
غوردون دبليو. مكاي (بالإنجليزية: Gordon W. McKay)‏ هو سمسار تأمين وسياسي أمريكي، ولد في 17 مارس 1910 في أيتكن في الولايات المتحدة، وتوفي في 26 أكتوبر 1990 في بيند في الولايات المتحدة. نشط حزبياً في الحزب الجمهوري. وقد انتخب عضو مجلس ولاية أوريغون (1965 – 1973).